# (95824) Elger
(95824) Elger est un astéroïde de la ceinture principale.

## Description
(95824) Elger est un astéroïde de la ceinture principale. Il fut découvert le 28 mars 2003 aux Monts Santa Catalina par le Catalina Sky Survey. Il présente une orbite caractérisée par un demi-grand axe de 2,21 UA, une excentricité de 0,17 et une inclinaison de 4,2° par rapport à l'écliptique.

## Compléments